# Jesper Asselman
Jesper Asselman, nascido a 12 de março de 1990, é um ciclista neerlandês que compartilha a pista com o ciclismo de estrada. Estreiou como profissional com a equipa Van Vliet-EBH-Elshof em 2009.

## Palmarés

### Estrada
- 2016
- Tour de Drenthe[1]

- 2019
  - 1 etapa do Tour de Yorkshire

### Pista
- 2013
- Campeonato de Países Baixos em scratch

## Equipas
- Van Vliet-EBH-Elshof (2009-2010)
- Rabobank Continental (2011)
- Raiko Stölting (2012)
- Metec-TKH Continental Cycling Team (2013-2014)
- Roompot (2015-2019)
  - Roompot Oranje Peloton (2015-2016)
  - Roompot-Nederlandse Loterij (2017-2018)
  - Roompot-Charles (2019)
- Metec-TKH[2] (2020)